# Sukkerknald (film)
Sukkerknald er en animationsfilm fra 2005 instrueret af Jannik Hastrup efter manuskript af Jannik Hastrup og Jan Kragh-Jacobsen.

## Handling
En film om sukkerproduktion og hjælpeprogrammer for landbruget, som er katastrofale for den tredje verdens lande. Produceret for ActionAid Denmark.